# A Thousand Suns
A Thousand Suns er et album udgivet af det amerikanske rockband Linkin Park i 2010.

## Spor
| Nr. | Titel                       | Længde |
| --- | --------------------------- | ------ |
| 1.  | "The Requiem"               |        |
| 2.  | "The Radiance"              |        |
| 3.  | "Burning In The Skies"      |        |
| 4.  | "Empty Spaces"              |        |
| 5.  | "When They Come For Me"     |        |
| 6.  | "Robot Boy"                 |        |
| 7.  | "Jornada Del Muerto"        |        |
| 8.  | "Waiting For The End"       |        |
| 9.  | "Blackout"                  |        |
| 10. | "Wretches And Kings"        |        |
| 11. | "Wisdom, Justice, And Love" |        |
| 12. | "Iridescent"                |        |
| 13. | "Fallout"                   |        |
| 14. | "The Catalyst"              |        |
| 15. | "The Messenger"             |        |